# Capillaria ornamentata
Espèce
Capillaria ornamentata est une espèce de nématodes de la famille des Capillariidae, parasite de mammifères.

## Hôtes
Capillaria ornamentata parasite le sinus nasal de petits marsupiaux, juste en arrière de l'orbite. Il a été décrit chez Antechinus agilis et Antechinus swainsonii.

## Répartition
L'espèce est connue de mammifères d'Australie.

## Taxinomie
L'espèce est décrite en 2006 par le parasitologiste australien David M. Spratt.